# Przytulny dom Chi
Przytulny dom Chi (jap. チーズスイートホーム Chīzu suīto hōmu) – manga autorstwa Kanaty Konami, publikowana na łamach magazynu „Shūkan Morning”  wydawnictwa Kōdansha od stycznia 2004 do czerwca 2015. Całość składa się z 12 tomów. W Polsce prawa do dystrybucji zakupiło wydawnictwo Waneko.  
Na jej podstawie studio Madhouse stworzyło dwa sezony anime, które były emitowane od marca 2008 do września 2009. Nowa seria 3DCG, wyprodukowana przez studio Marza Animation Planet, była emitowana od października 2016 do września 2017. Emisja drugiego sezonu trwała zaś od kwietnia do września 2018.
Manga stała się jednym z bestsellerów New York Timesa.

## Fabuła
Główną bohaterką historii jest mała szaro-biała kotka z czarnymi pręgami, która zgubiła swoją mamę i rodzeństwo. Podczas poszukiwań natrafia na małego chłopca i jego mamę, którzy postanawiają zabrać ją do swojego domu. Jednak w budynku, w którym mieszka rodzina, obowiązuje zakaz trzymania zwierząt, co rodzi wiele komplikacji. Mimo że początkowo rodzice chcą oddać komuś kotkę, z czasem przywiązują się do niej. Nowy domownik sam nadaje sobie imię – Chi.

## Bohaterowie

### Rodzina Yamada
- Chi (jap. チー Chii)

Seiyū: Satomi Kōrogi 
Chi to mała kotka o dużych oczach. Jej futro ma barwę szaro-białą z czarnymi pręgami. Każda rzecz może łatwo ją rozproszyć, ma małe doświadczenie życiowe i jest bardzo ciekawa świata. Chi szczególnie interesują małe, poruszające się bądź szeleszczące obiekty. Boi się większych zwierząt (np. psów). Mimo że dla widzów jej mowa jest zrozumiała, rodzina Yamada jej nie rozumie.
- Youhei (jap. ヨウヘイ Yōhei)

Seiyū: Etsuko Kozakura (2008), Ryōko Shiraishi (2016) 
Youhei to mały chłopiec, który znalazł Chi. Jest wesoły i miły oraz bardzo przywiązany do kotki.
- Mama (jap. おかあさん Okāsan) / Miwa Yamada (jap. 山田 ミワ Yamada Miwa)

Seiyū: Noriko Hidaka (2008), Maaya Sakamoto (2016) 
Mama jest gospodynią domową. Zostaje w domu z Youheiem i Chi.
- Tata (jap. おとうさん Otōsan) / Kento Yamada (jap. 山田 ケント Yamada Kento)

Seiyū: Hidenobu Kiuchi (2008), Makoto Yasumura (2016) 
Tata jest grafikiem, który często pracuje w domu. Bardzo lubi Chi i chce, żeby go polubiła, ale często jest zmuszany do robienia rzeczy, które ją denerwują, takich jak zabieranie jej do weterynarza lub przycinanie pazurów.

## Manga
Seria ukazywała się w magazynie „Shūkan Morning” od 8 stycznia 2004 do 18 czerwca 2015. Wydawnictwo Kōdansha zebrało ją w dwunastu tankōbonach, wydanych między 22 listopada 2004 a 23 czerwca 2015.
15 lutego 2024 wydanie mangi w Polsce zapowiedziało Waneko, premiera odbyła się zaś 15 kwietnia.
| Nr | Język japoński    | Język japoński         | Język polski         | Język polski           |
| Nr | Data wydania      | ISBN                   | Data wydania         | ISBN                   |
| -- | ----------------- | ---------------------- | -------------------- | ---------------------- |
| 1  | 22 listopada 2004 | ISBN 978-4-06-334943-6 | 15 kwietnia 2024     | ISBN 978-83-8242-754-7 |
| 2  | 23 sierpnia 2005  | ISBN 978-4-06-372050-1 | 14 czerwca 2024      | ISBN 978-83-8242-755-4 |
| 3  | 21 kwietnia 2006  | ISBN 978-4-06-372141-6 | 14 sierpnia 2024     | ISBN 978-83-8242-756-1 |
| 4  | 23 kwietnia 2007  | ISBN 978-4-06-372286-4 | 14 października 2024 | ISBN 978-83-8242-757-8 |
| 5  | 23 kwietnia 2008  | ISBN 978-4-06-375474-2 | 16 grudnia 2024      | ISBN 978-83-8242-758-5 |
| 6  | 23 kwietnia 2009  | ISBN 978-4-06-375698-2 | 17 lutego 2025       | ISBN 978-83-8242-759-2 |
| 7  | 23 kwietnia 2010  | ISBN 978-4-06-375907-5 | 22 kwietnia 2025     | ISBN 978-83-8242-760-8 |
| 8  | 22 kwietnia 2011  | ISBN 978-4-06-376054-5 | 16 czerwca 2025      | ISBN 978-83-8242-761-5 |
| 9  | 23 kwietnia 2012  | ISBN 978-4-06-376628-8 | 14 sierpnia 2025     | ISBN 978-83-8242-762-2 |
| 10 | 23 kwietnia 2013  | ISBN 978-4-06-376810-7 | 15 października 2025 |                        |
| 11 | 23 kwietnia 2014  | ISBN 978-4-06-376968-5 | 15 grudnia 2025      |                        |
| 12 | 23 czerwca 2015   | ISBN 978-4-06-377176-3 | —                    |                        |

## Anime
Na podstawie mangi powstał telewizyjny serial anime wyreżyserowany przez Mitsuyukiego Masuharę i wyprodukowany przez studio Madhouse. Emisja rozpoczęła się 31 marca i zakończyła 25 września 2008. Każdy odcinek trwa trzy minuty i odpowiada rozdziałowi w mandze. Motywem otwierającym jest „Ōchi ga ichiban” (jap. おうちがいちばん) autorstwa Satomi Kōrogi. Drugi sezon, zatytułowany Chi’s Sweet Home: Atarashii ōchi (jap. チーズスイートホーム あたらしいおうち), emitowany był od 30 marca do 24 września 2009. Motyw otwierający, zatytułowany „Chiisana daibōken” (jap. チーさな大冒険), wykonała Rica Matsumoto. Każdy z sezonów składa się ze 104 odcinków.
13-minutowy odcinek OVA, zatytułowany Chi’s Sweet Home: Chi to Kocchi, deau. (jap. チーズスイートホーム チーとコッチ、出会う。), został wydany 23 kwietnia 2010 wraz z limitowaną edycją siódmego tomu mangi.
Nowa seria 3DCG, zatytułowana Koneko no Chi: Ponponra daibōken (jap. こねこのチー ポンポンらー大冒険), była emitowana w stacji TV Tokyo od 2 października 2016 do 24 września 2017, licząc 51 odcinków. Za produkcję odpowiadało studio Marza Animation Planet, za reżyserię Kiminori Kusano, scenariusz napisała Misuzu Chiba, postacie zaprojektowali Kusano i Satoshi Kōnosu, a muzykę skomponował Kenji Kondō. Motywem otwierającym jest „Nee” w wykonaniu Perfume. Drugi sezon, zatytułowany Koneko no Chi: Ponponra dairyokō (jap. こねこのチー ポンポンらー大旅行), emitowano od 8 kwietnia 2018 do 30 września 2018. Sezon ten liczył łącznie 25 odcinków. W Polsce drugi sezon jest dostępy w serwisie Amazon Prime Video pod angielskim tytułem Chi’s Sweet Adventure.